# Тиша морська (вірш)
"Тиша морська"— поезія української письменниці, поетеси і перекладачки Лесі Українки із циклу «Кримські спогади»(1890—1891), що ввійшов до збірки «На крилах пісень» .

## Історія написання
Хвороба, з якою так мужньо боролася тендітна молода поетеса Леся Українка, прогресувала. Лікарі радили змінити місце проживання або якомога частіше перебувати у місцевостях із теплим сухим кліматом. Тому Леся Українка часто виїжджала в Крим, у Грузію, до Єгипту. Дуже подобалося їй у Криму. Леся була зачарована природою цього краю. Безмежне море, вільний вітер, бурхливі хвилі, сміливі чайки — все це бентежило душу і самі по собі народжувалися поетичні рядки. У своїх віршах поетеса передає найтонші порухи власної душі, свої болі й радощі, тугу й надії.
Першу подорож до моря Леся Українка запам'ятала на все життя. У збірці «На крилах пісень», яка вийшла в 1893 році є розділ «Кримські спогади» — враження від зустрічі з морем природою цього красивого дивовижного півострова, ці вірші Леся Українка присвятила своєму улюбленому братові Михайлу.

## Художні деталі твору
У поезії «Тиша морська», як і у циклі «Кримські спогади» зустрічаємо характерне для Лесі Українки багатство світла, простору, сонця, повітря: «ясне небо, ясне море», «це країна світла і золотистої блакиті», «хвилечка перлиста», «світло рожеве і срібне». Ніжну музику легкого руху хвиль передає алітерація: Тиша в морі…Ледве-ледве
Колихає море хвилі;
Не колишуться од вітру
На човнах вітрила білі.
Білі вітрила, перлиста стежечка за човном, щире золото крапель, що спадають з весла,— всі ці художні деталі створюють лагідну картину тиші, спокою. Для підсилення виразності одночасно з кольоровим малюнком використовується і звуковий, що створює відповідне музичне тло для цілої картини. Передачі музики моря сприяє і плавна ритміка. Незважаючи на суто ліричну, інтимну, часом приглушену інтонацію, вся поезія звучить піднесено, вона пройнята радістю життя, незламності в змаганні з життєвою негодою.

## Образи твору
Лірична героїня вразлива, має поетичну душу, романтична, чутлива до краси світу. Остання строфа характеризує її як рішучу, волелюбну людину, котра здатна до боротьби із життєвими негараздами й труднощами, людину, що не відступить від своїх життєвих принципів та переконань.
У поезії «Тиша морська» Леся Українка використовує зорові (віконце, небо, хмарки, море, сонце, блакить, хвилі, човен, білі вітрила, перлиста хвилечка, злотиста стежечка, весельця, проміння) та слухові (тиша, тихий плескіт, тихе підняття весел) образи. Деякі образи мають прихований (символічний) зміст: море (житейське море, життя), вітри (життєві труднощі, негаразди), «підводнеє каміння» (злі, ворожі сили)

## Художні засоби
- епітети: гарячий, полудневий (час), ясне (небо, море, хмари, сонце), золотиста (блакить), білі (вітрила), тихий (плескіт), перлиста (хвилечка), малий (човен), щире (золото), золотий (шлях), підводнії (каміння), вічне (проміння);
- метафори: «країна світла та золотистої блакиті», «в'ється стежечка золотиста», «з весельця щире золото спадає», «шлях, що положило ясне сонце через воду», «край вічного проміння»;
- повтори: ясне небо, ясне море, ясні хмари, ясне сонце; ледве-ледве;
- інверсії, тобто зворотний порядок слів (тиша морська, час гарячий полудневий, вітрила білі, хвилечка перлиста, в'ється стежечка);
- зменшено-пестливі слова: хвилечка, човенце, весельце, віконце.

Усі ці художні засоби не лише образно характеризують явища та предмети чи привертають увагу до важливого, вони допомагають поетові емоційно змалювати романтичну картину морського пейзажу та передати її думки й почування.
1. ↑  Леся Українка – Кримські спогади. www.l-ukrainka.name. Процитовано 2 лютого 2022.
2. ↑  Л.М. Фурман, О.М.Ковальчук (2014). Українська література. Уроки за новою програмою. с. 105.
3. ↑  Н.Й.Жук, В.М.Лесина (1989). Історія української літератури кінця ХІХ - початку ХХ ст. Київ: Вища школа. с. 96—97.
4. ↑  Шушунова, Т.А. (2018). Вивчаємо українську мову та літературу. Харків: ТОВ "Видавнича група "Основа". с. 10—11.